# Рузбугино
Рузбугино — деревня в Любимском районе Ярославской области, административный центр Осецкого сельского поселения.

## География
Расположена в 10 км к северу от Горьковского водохранилища у автодороги Ярославль—Любим.
Занимает сравнительно небольшую площадь. Ближайшие населённые пункты: Тильбугино,  Степанково, Нелюдово, Долгово. Численность населения — около 300 человек. Ранее деревня состояла из двух улиц, которые спускались вниз с пологого склона горы и соединялись садами и тремя прогонами (дорогами). В настоящее время улиц больше и, с учетом расположения, деревню  можно условно поделить на две части верхнюю (на горе) и  нижнюю (под горой).
Ранне в деревне располагалась контора агрофирмы «Рузбугино».

## История
До революции деревня относилась к Любимскому уезду Ярославской губернии.
В исторических  документах встречается различное написание названия деревни:  Рузбигино, Разбугино, Розбушино и т.п. Но с учетом информации об использовании ранее нестандартного  демонима 'рузбигане',  при обращении к жителям деревни, то вероятнее всего,  старое название деревни все же Рузбигино.

## Население
| 1859 | 1914 | 2002 | 2007 | 2010 |
| ---- | ---- | ---- | ---- | ---- |
| 291  | ↗375 | ↘229 | ↗243 | ↘232 |

Улицы:
- Гражданская
- Зелёная
- Молодёжная
- Полевая
- Центральная
- Школьный (переулок)

## Люди связанные с селом
- Алфёров, Вячеслав Петрович (1930—2018) — советский и российский педиатр, доктор медицинских наук, профессор.
- Епископ Иоасаф (в миру Ио́сиф Арсе́ньевич Ка́рпов; 20 декабря 1889, деревня Рузбугино, Ярославская губерния — 26 мая 1973, Клинцы) — епископ Древлеправославной Церкви Христовой (старообрядцев, приемлющих белокриницкую иерархию), епископ Клинцовский и Новозыбковский.